# Francisco Javier Azpiroz
Francisco Javier Azpiroz y Jalón (Valencia, 1797-Madrid, 1858), primer conde de Alpuente, fue un militar español, que llegó al grado de teniente general.

## Biografía
Se educó en la Real Casa de Pajes y, aún niño, debido a la guerra de la Independencia, se trasladó a París con su familia, donde completó su formación. Al finalizar el conflicto regresó a España e ingresó en el ejército, tomando parte en las guerras carlistas y distinguiéndose sobre todo en el asedio y rendición de Alpuente, por lo que le fue concedido el condado de este nombre. Fue nombrado ministro de la Guerra en 1840, durante la minoría de edad de Isabel II, pero estuvo en el cargo solo un mes al triunfar la revuelta liberal. Azpiroz fue encarcelado debido a su adhesión a la reina gobernadora María Cristina. Combatió al regente y general Baldomero Espartero, y la caída del mismo supuso su ascenso a teniente general, incorporándose al Partido Moderado. Fue sucesivamente director general de artillería, capitán general de Valencia, miembro del Consejo Supremo de Guerra y Marina y diputado y senador en varias ocasiones.